# Жирний Тоні
Меріон Ентоні "Жирний Тоні" Д'Аміко (англ. Marion Anthony "Fat Tony" D'Amico) — один з вигаданих персонажів мультсеріалу «Сімпсони». Тоні очолюває італійську мафію в місті Спрінґфілд.

## Загальні відомості
Меріон Ентоні Д'Аміко, більш відомий як Жирний Тоні — італійський мафіозі, який оселився у Спрингфілді приблизно 20 років тому. Точне місце його проживання невідоме, оскільки він увесь час переховується від правосуддя. Зате його завжди можна знайти у «Клубі бізнесменів у законі», де він проводить майже увесь свій час. Він також має десятирічного сина Майкла. Ім'я його дружини — Анна-Марія.
Жирний Тоні контролює цілу гілку свого кримінального угрупування, у якому понад 200 бандитів, проте у серіалі фігурують тільки декілька наближених до Тоні осіб: Ноги, Луї, Джоні, Джой, Джої (що у перекладі означає «дитинча кенгуру») та «стукач» Френкі.
Жирний Тоні помер від серцевого нападу у 9-й серії 22-го сезону («Donnie Fatso») і був замінений своїм кузеном Струнким Тоні. Згодом той розжирів і його так само стали називати Жирний Тоні.

## Клуб бізнесменів у законі
«Клуб бізнесменів у законі» — бар у центрі Спрінгфілда у напівпідвалі біля автозаправки. Це сумнозвісне місце і кожен із сім'ї Сімпсонів не раз там побував. Наприклад, в епізоді 3 сезону «Bart the Murderer» Барт там працював барменом, а Гомера туди часто притягували на розбірки до мафії за борги.